# Pogodba
Pogodba je pravniški izraz za sporazum med dvema ali več strankami glede medsebojnih obveznosti. Običajno so pogodbe narejene v pisni obliki, redkeje pa tudi le v ustni. 
Pogodba je pravniški izraz za pisni ali ustni sporazum zaključen s soglasnim izražanjem volje dveh ali več oseb oziroma pravnih subjektov. Velja z dnem podpisa pogodbenikov oz. drugim dogovorjenim terminom. Stranki morata imeti potrebne zmožnosti za sklenitev pogodbe, pogodba pa ne sme biti nepomembna, nedoločena, nemogoča ali nezakonita sklenjena v zmoti, prevari ali pod vplivom sile oziroma grožnje. Če je ponudba priskrbljena zakonito, lahko vsak ustni dogovor med dvema strankama osnuje zakonito pogodbo. Praktična omejitev pa je, da imajo na splošno le stranke s pisnim dogovorom tudi materialne dokaze (pisno pogodbo), s katerimi lahko dokazujejo dejanske pogoje, izrečene ali določene v času izdelave pogodbe v primeru spora ali neizpolnjevanja pogodbenih členov ene ali druge stranke.
Večina pogodb v vsakodnevnem življenju je lahko in tudi je ustvarjenih ustno, na primer nakup knjige ali sendviča. Včasih so pisne pogodbe zahtevane s strani strank, ali pa so zakonito določene s strani določenih pravosodnih organov za določene vrste dogovorov, na primer nakup hiše ali zemljišča, licenčna pogodba, pogodba o prodaji na obroke...itd. Ponudba z ene strani je zadnji predlog določeni stranki z namero podpisa pogodbe, ki vsebuje vse bistvene elemente pogodbe.Če pogodba zahteva določeno formo potem mora biti tudi ponudba v tej obliki. Objektivno bistvene elemente pogodbe najdemo v zakonu in so opredeljeni za posamezne vrste pogodb.

## Oblikovanje pogodbe
Pri oblikovanju pogodbe je upoštevanih sedem ključnih zahtev :
- vzajemno soglasje (ponudba in sprejem)
- sposobnost sklepanja pogodb
- pravna razmerja za škodo ali korist med strankami
- zakonitost namena
- zakonitost oblike
- namero o ustanovitvi pravnih razmerij
- soglasje k pogodbi

## Primeri pogodb
- prodajna pogodba
- avtorska pogodba
- darilna pogodba
- meddržavna pogodba
- mirovna pogodba
- avstrijska državna pogodba
- saintnžermenska pogodba
- licenčna pogodba
- pogodba o prodaji na obroke
- pogodba v prometu z nepremičninami

## Dvostranska in enostranska pogodba
Pogodbe so lahko dvostranske ali enostranske. 
Dvostranska pogodba je najbolj pogosta in ob omembi besede "pogodba" večina ljudi pomisli na to obliko. Je pisni dogovor pri katerem vsaka pogodbena stranka drugi pogodbeni stranki nekaj obljubi, torej imamo na obeh straneh dolžnosti, pravice in finančne posledice. Na primer prodaja nepremičnine. Prodajalec nepremičnine se v pogodbi zaveže, da bo nepremičnino prepisal in predal kupcu, ki bo v zameno izplačal prodajalcu določeno vsoto denarja.
Pri enostranski pogodbi se samo ena pogodbena stranka zaveže, da bo nekaj izpolnila. Ponudba je dana več ljudem oziroma širši javnosti s pomočjo oglasov. V tem primeru pride do sprejetja ponudbe šele po izpolnitvi pogojev. Če je pogoj določen tako, da ga lahko izpolni samo ena pogodbena stranka, sta oba ponudnik in sprejemnik zavarovana, pogodbeno je ponudnik zavezan samo enemu sprejemniku, sprejemnik pa se zaveda, da če izpolni pogoje, mu je ponudnik dolžan izplačati nagrado. V tem primeru ni potrebe po tem, da ponudniku sporočimo, da njegovo ponudbo sprejemamo. Sprejemnik izkaže svojo željo po sprejetju pogodbe z izpolnitvijo pogojev. Ponudnik je tisti, ki se odloči ali bo pogodba enostranska ali dvostranska. Primer take pogodbe: oseba A se zaveže, da bo osebi B izplačala določeno vsoto denarja, če oseba B najde izgubljenega hišnega ljubljenčka. V tem primeru oseba B ni dolžna iskati izgubljenega hišnega ljubljenčka, vendar če ga najde, pa je oseba A dolžna izplačati obljubljeno nagrado.
V tem primeru je najdba hišnega ljubljenčka pogoj, ki ga je treba izpolniti, preden je oseba A obligirana k plačilu. Pogodba sicer ni pravno zavezujoča, saj dokler hišni ljubljenček ni najden, pogodba ne obstaja. Dokler hišni ljubljenček ni najden, oseba B ni sprejela pogodbe, vsaka pogodba pa mora vsebovati ponudbo, sprejetje ponudbe in določeno vrednost, ki je obljubljena v zameno za neko dejanje. Zato se v pravu uporablja v teh primerih termin pogojni precedens in določuje pogoje, ki morajo biti izpolnjeni, da se pogodba realizira. Če bi na primer oseba B obljubila, da bo našla izgubljenega ljubljenčka, oseba A pa bi obljubila, da bo plačala, ko bo ljubljenček najden, imamo ponudbo in sprejetje ponudbe. V teh primerih je pogojni precedens dodan dvostranski pogodbi. 
Pogojni precedens je lahko dodan tud enostranskim pogodbam. V tem primeru bi morala oseba A dodati še dodaten pogoj, da bo izplačala nagrado, čeprav oseba B najde hišnega ljubljenčka. Na primer, oseba A bo izplačala nagrado tistemu, ki najde psa in po tem ko bo konec sveta. V tem primeru bi bila oseba B, ki bi našla psa upravičena do izplačila nagrade šele ko bo konec sveta, čeprav sta že v pogodbi, saj je oseba A dala ponudbo, ki jo je oseba B sprejela.

## Namembnost in pravna moč pogodb
Pogodbe imajo velik vpliv na vseh področjih našega družbenega življenja, tako etični kot socialno pravno.
Pogodbe lahko:
- Nalagajo obveznosti, dolžnosti in pravice, odgovornosti in s tem določeno mero spoštovanja in upoštevanje zapisaniih pravil
- Neposredno povzročijo spremembe v zakonodaji, statutih in v pravilnikih

Z drugimi besedami : ena ali več strank poda {zahtevek} s pogodbo drugi ali več strankam. Nazoren primer je primer "najemne pogodbe". Najemnik lahko poda zahtevek lastniku nepremičnine o prenosu in uporabi v najetem stanovanju, prav tako zahtevek poda najemodajalec s plačilom najemnine. T.i. najemne pogodbe kot tudi kupoprodajne pogodbe nepremičnin so zakonsko opredeljene in s tem obvezujoče do vseh pogodbenih strank. 
Vsako nespoštovanje pogodbenih členov ima za posledico reševanje sporov na ustreznem sodišču. Vsem spremembam zakona, zakonskih določil morajo takoj slediti vsi popravki v pogodbah in členih, sicer so pogodbe lahko nične.

## Razveljavitev pogodbe
Poznamo štiri primere razveljavitve sklenjenih pogodb: 
1. ko je pogodba nična
2. izpodbojna
3. neizvršljiva
4. neučinkovita

O ničnosti govorimo v primerih, kadar gre za neusklajenost z zakonskimi določili in če pogodba ni v celoti realizirana. 
Izpodbojnost lahko vse vključene stranke zahtevajo na sodišču na svojo željo in glede na svojo lastno presojo in nestrinjanje.
Neizvršljivost kot sodno pravni postopek stranke urejajo skupaj na sodišču, kjer zahtevajo razveljavitev pogodbe s svojimi argumenti za in proti. 
Neučinkovitost pomeni, da se razveljavijo vsi sklenjeni dogovori, pogodbe in aneksi s sklepom sodišča. Pogost primer pri sklepanju pogodb z javnimi službami, organi, ki potem kasneje s svojim delom in obveznostjo po pogodbi, ne izpolnjujejo in s tem ne upoštevajo prava o javnih naročilih. 
Sodišče predlaga ali :
- razveljavitev obstoječe pogodbe
- oziroma uničenje

### Zavajanje
Zavajanje naivnih, nepoučenih in površnih.
Primeri v vsakdanjem življenju, ki so lahko tudi kazniva dejanja, pogosti pojavi in medijsko zelo udarne novice. Poznani so primeri v maloprodaji, ko prodajalec blaga glede kakovosti ali narave izdelka, izvora in namembnosti navaja stranki potrošniku lažne informacije, podatke ali celo obljube. 
V pogodbenem pravu obstajata dva tipa, načina t. i. zavajanja: 
- goljufija, prevara <naklepna in zato tudi kaznivo dejanje, sodno preganjano> . Potvarjanje dejstev, lažne obljube, navedba neresničnih osebnih podatkov ali podatkov, ki so predmet pogodbe...ipd.
- prisilna vključitev ene izmed pogodbenih strank (ali več strank) v podpis. Predvsem v zadnjem času |l.2010| sporno podpisovanje pogodb o zaposlitvi.